# Hemmostjärnen
Hemmostjärnen är en sjö i Älvdalens kommun i Dalarna och ingår i Dalälvens huvudavrinningsområde. Sjön har en area på 0,214 kvadratkilometer och ligger 534,8 meter över havet.

## Delavrinningsområde
Hemmostjärnen ingår i det delavrinningsområde (687499-133139) som SMHI kallar för Mynnar i Storån. Medelhöjden är 585 meter över havet och ytan är 35,82 kvadratkilometer. Räknas de 15 avrinningsområdena uppströms in blir den ackumulerade arean 331,01 kvadratkilometer. Grövlan som avvattnar avrinningsområdet har biflödesordning 3, vilket innebär att vattnet flödar genom totalt 3 vattendrag innan det når havet efter 481 kilometer. Avrinningsområdet består mestadels av skog (85 procent). Avrinningsområdet har 0,32 kvadratkilometer vattenytor vilket ger det en sjöprocent på 0,9 procent.